# هوکا
هوکا (به انگلیسی: IVL_Haukka) یک هواگرد ملخ‌پیشین تک‌موتوره از نوع جنگنده ساخت شرکت Ilmailuvoimien Lentokonetehdas است. هواگرد هوکا نخستین پروازش را در I: ۱۷ مارس ۱۹۲۷ میلادی انجام داد. در مجموع، تعداد ۱ فروند از این هواگرد ساخته شده‌است.